# Лепоя, Наташа
Наташа Лепоя (словен. Nataša Ljepoja; род. 28 января 1996 года) — словенская гандболистка, разыгрывающая.

## Биография

### В клубе
Наташа Лепоя играла за словенский клуб "RŽK Загорье" до 2018 года. В сезоне 2018-19 годов она стала игроком лучшего словенского клуба за "РК Крим". С 2019 по 2023 год в составе этого клуба она выиграла пять титулов чемпионки Словении, в 2019, 2022 и 2023 годах становилась обладателем Кубка Словении и Суперкубка Словении. 

### Карьера в сборной
В составе женской сборной Словении Наташа появилась в 2019 году. Принимала участие в чемпионате мира, который состоялся в Японии. Вместе с командой заняла итоговое 19-е место. Принимала участие и в чемпионате Европы 2020 года, чемпионате мира 2021 года, а также чемпионате Европы 2022 года. 
В 2023 году была вновь приглашена в сборную Словении для участия в финальной части Чемпионата мира 2023 года.

## Достижения
- Пятикратная чемпионка Словении с 2019 по 2023 годы.
- Трёхкратная обладательница Кубка Словении 2019, 2022 и 2023 годов.
- Трёхкратная обладательница Суперкубка Словении 2019, 2022 и 2023 годов.